# Jungschlag
Jungschlag ist eine Ortschaft und eine Katastralgemeinde der Gemeinde Ottenschlag im Bezirk Zwettl in Niederösterreich. Die Ortschaft hat 47 Einwohner (Stand 1. Jänner 2024).

## Siedlungsentwicklung
Zum Jahreswechsel 1979/1980 befanden sich in der Katastralgemeinde Jungschlag insgesamt 15 Bauflächen mit 5.925 m² und 1 Gärten auf 90 m², 1989/1990 gab es 16 Bauflächen. 1999/2000 war die Zahl der Bauflächen auf 36 angewachsen und 2009/2010 bestanden 25 Gebäude auf 48 Bauflächen.

## Geschichte
Der Ort wurde 1300 zum ersten Mal schriftlich als Jungenslag erwähnt und war der Herrschaft Ottenschlag zugehörig, im Historischem Ortslexikon Niederösterreich wird der Ort 1590 aus 7 Urlehen bestehend erwähnt.
Im Jahr 1822 wurde der Ort als Dorf mit neun Häusern genannt, das nach Ottenschlag eingepfarrt war, wohin auch die Kinder eingeschult wurden. Die Herrschaft Ottenschlag besaß die Ortsobrigkeit, übte die Landgerichtsbarkeit aus, besorgte die Konskription und hatte die Grundherrschaft inne.
Nach der Entstehung der Ortsgemeinden 1849 wurde der Ort eine Katastralgemeinde der Gemeinde Ottenschlag.
Laut Adressbuch von Österreich waren im Jahr 1938 in Jungschlag ein Viehhändler und mehrere Landwirte ansässig.

## Bodennutzung
Die Katastralgemeinde ist landwirtschaftlich geprägt. 137 Hektar wurden zum Jahreswechsel 1979/1980 landwirtschaftlich genutzt und 17 Hektar waren forstwirtschaftlich geführte Waldflächen. 1999/2000 wurde auf 118 Hektar Landwirtschaft betrieben und 34 Hektar waren als forstwirtschaftlich genutzte Flächen ausgewiesen. Ende 2018 waren 116 Hektar als landwirtschaftliche Flächen genutzt und Forstwirtschaft wurde auf 36 Hektar betrieben. Die durchschnittliche Bodenklimazahl von Jungschlag beträgt 19,3 (Stand 2010).